# Xavier Grande Sánchez
Xavier "Xavi" Grande Sánchez (nascut el 28 de gener de 2005) és un futbolista valencià que juga com a lateral dret al Llevant UE.

## Carrera de club
Nascut a Almàssera, País Valencià, Grande es va incorporar a l'equip juvenil del Llevant UE l'any 2013, amb vuit anys. Va debutar com a sènior amb el filial el 17 d'octubre de 2021, substituint Carlos Giménez en una victòria a casa contra l'Hércules CF a la Segona Divisió RFEF per 3-0.
Grande va marcar el seu primer gol com a sènior el 9 de setembre de 2023, marcant el segon del B en una victòria per 3-0 contra el Patacona CF. Va fer el seu debut com a professional el 3 d'octubre, començant en un empat a casa de Segona Divisió 1-1 contra el Vila-real CF B.

## Carrera internacional
El gener de 2023, Grande va ser convocat per a la selecció espanyola sub-18.